# Исидор Добровић
Исидор Добровић (Шиклош, 16. фебруар 1841 — Дарувар, 31. јул 1914) био је трговац, велепоседник, добротвор и први председник Српског привредног друштва „Привредник“.

## Биографија
Отац му је био занатлија, лицитар у Великој Кањижи (Шомођска жупанија). Трговину је изучио у чувеној радњи Васе Марковића у Пакрацу. Као трговац и родољуб схватио је да се животне прилике српског народа не могу поправити без подизања одговарајућег, нарочито привредног кадра. Основао је фонд за подизање српског привредног подмлатка, чија су средства износила око 240.000 круна. Сваке године уплаћивао је Српском привредном друштву Привреднику износ од 2.000 круна. За његовим примером повели су се бројни пријатељи, који су поклањали новац и оснивали донације.
Као учесник конференције оснивача Српске банке у Загребу 1894. године, сазване поводом оснивања загребачке српске аутономне школе, предложио је сакупљање новца, а сам је приложио средства у ту сврху. Био је у Дарувару председник Српске православне црквене општине 1899. године. Подстакнут њеним оснивањем, заједно с Крстом Јокановићем, Јоцом Цигановићем и другима подигао је 1899. године српску школу у Дарувару. У својој континуираној помоћи Привреднику, са супругом Христином, поклонио је две куће и велики број акција Српске банке у Загребу у вредности од око четврт милиона динара. Као један од највећих дародаваца био је члан Патроната Привредникових добротвора.
Исидор је умро у 73. години у прогонству, неколико дана када је бан Краљевине Хрватске, Славоније и Далмације издао наредбу по којој се забрањује сваки рад и свака делатност Привредника и по којој су чланови Управе Привредника хапшени и затварани после атентата на Франца Фердинанда и по објављивању рата.